# 坪井杜国
坪井 杜国（つぼい とこく、生年不詳 - 元禄3年3月20日（1690年4月28日））は、尾張国の俳人。庄兵衛・万菊丸・岩菊丸とも称した。屋号は壺屋。俳号として野人。

## 人物
尾張国名古屋城下、御園町（現名古屋市中区）において米屋を営む家に生まれた。坪井家は当町において町代を務める名家であった。
松尾芭蕉の弟子であり、貞享元年（1684年）に『冬の日』を編んだ。
貞享2年、手形で空米を売った咎で死罪となったが、徳川光友に恩赦を賜い、三河国渥美郡畠村に追放となった。後に保美に移る。貞享4年に慰めに芭蕉が越人を連れ、当地を訪ねている。
墓所は、田原市福江町潮音寺にある。
また、1960年（昭和35年）には屋敷跡に石碑が建立され、1988年には杜国公園として整備されている。
杜国が伝えた蕉風の俳諧は、杜国の家僕家田与八郎の孫、家田路喬の時代になって盛んになり、その門下に原子蔵ら多くの弟子らが輩出した。
杜国の墓所のある潮音寺では、毎年4月ごろ、杜国を偲ぶ追善供養とともに、俳人杜國顕彰会の主催する俳句大会の表彰式を行っている。

## 主な句
- 「昼の空蚤かむ犬のねかえりて」

師である松尾芭蕉が、弟子の越人と杜国の住む保美（現愛知県田原市保美町）に来たときに詠んだ歌である。
その他に
- 「たそがれを横にながむる月ほそし」
- 「しらじらと砕けしは人の骨か何（なに）」
- 「綾ひとへ居湯（おりゆ）に志賀の花漉（こし）て」[7]

など。

## ギャラリー
- 田原市福江町潮音寺の坪井杜国墓所（2017年1月）
- 屋敷跡に整備された杜国公園（2017年12月）